# Lust For Vengeance
Lust for Vengeance – amerykański thriller filmowy z 2008 roku inspirowany filmami giallo. Jest to projekt niskobudżetowy, wydany wyłącznie na rynku DVD.

## Obsada
- Michelle Soto − Jennifer
- Tumaini − Anna
- Pierre-Sophia Petion − Beth
- Brian Dusseau − Michael Richards/David White
- Jeff Roches − Steve